# Nová Hradečná
Nová Hradečná ist eine Gemeinde in Tschechien. Sie liegt neun Kilometer nordwestlich von Uničov und gehört zum Okres Olomouc. Die Gemeinde Nová Hradečná entstand 1960 durch den Zusammenschluss der Gemeinden Hradečná und Hradec.

## Geographie
Nová Hradečná erstreckt sich in der Úsovská vrchovina (Ausseer Hügelland) rechtsseitig der Oskava im Tal des Baches Brabínka. Nordwestlich des Ortes erhebt sich der Bradlo (Bradlstein, 600 m), im Norden der Červený vrch (Liebauer Berg; 324 m), im Süden die Hůrka (Hurkaberg; 341 m) und im Südwesten der Kárník (Karnikberg, 400 m). Durch den Ort verläuft die Eisenbahnstrecke Uničov – Šumperk.
Nachbarorte sind Libina im Norden, Dolní Libina und Břevenec im Nordosten, Šumvald im Osten, Troubelice im Süden, Sídliště im Südwesten, Lipinka im Westen sowie Kamenná und Nedvězí im Nordwesten.

## Geschichte
Hradeschna wurde im Jahre 1344 erstmals urkundlich erwähnt. In den nachfolgenden Jahren wurde der Ort als Markers Darf bezeichnet.
1848 herrschte im ganzen Pfarrsprengel der Typhus, 832 und 1851 die Cholera.
Nach der Aufhebung der Patrimonialherrschaften bildeten Markersdorf und Grätz, die überwiegend deutsch besiedelt waren, selbstständige Gemeinden im Bezirk Litovel. 1910 kamen beide Dörfer zum Bezirk Šternberk. Bei der Volkszählung von 1910 lebten in Markersdorf 541 Deutsche und neun Tschechen. 1930 lebten in Hradec / Grätz 399 Menschen, in Markersdorf waren es 613.
Nach dem Münchner Abkommen wurden beide Orte an das Deutsche Reich angegliedert und gehörten von 1939 bis 1945 zum Landkreis Sternberg. Zwischen 1945 und 1960 waren Hradečná und Hradec wieder Teil des Okres Šternberk und wurde nach dessen Auflösung 1961 dem Okres Olomouc zugeordnet.
Die Gemeinde Nová Hradečná wurde 1960 durch Vereinigung der Gemeinden Hradečná und Hradec gebildet. 1976 erfolgte die Eingemeindung nach Troubelice, seit 1990 besteht die Gemeinde wieder.

## Gemeindegliederung
Für die Gemeinde Nová Hradečná sind keine Ortsteile ausgewiesen. Nová Hradečná besteht aus den Ortslagen Hradec (Grätz) und Hradečná (Markersdorf). Grundsiedlungseinheiten sind Nová Hradečná I und Nová Hradečná II.

## Sehenswürdigkeiten
- Kirche St. Laurentius in Hradečná
- Kapelle in Hradec
- Statue des Hl. Johannes von Nepomuk